# Круглиця (Крупський район)
Круглиця (біл. вёска Кругліца) — село в складі Крупського району Мінської області, Білорусь. Село підпорядковане Ігрушківській сільській раді, розташоване в східній частині області.